# Ribeaucourt (Meuse)
Ribeaucourt é uma comuna francesa na região administrativa de Grande Leste, no departamento de Meuse. Estende-se por uma área de 12,54 km². Em 2010 a comuna tinha 70 habitantes (densidade: 5,6 hab./km²).